# Elenore
"Elenore" là một bài hát của nghệ sĩ thu âm người Mỹ the Turtles, phát hành như là đĩa đơn thứ hai trích từ album phòng thu thứ sáu của ông, The Turtles Present the Battle of the Bands (1968). Nó được viết lời bởi Jackson và do the Turtles và Chip Douglas sản xuất.